# Talinoc i Muhaxherëve
Talinoc i Muhaxherëve (albanska: Talinoc i Muhaxherëve, serbiska: Muhadžer Talinovac) är en by i Kosovo. Den ligger i kommunen Ferizaj. Enligt den senaste folkräkningen år 2011 fanns det 1 961 invånare.

## Demografi
| Demografi    | 2011 |
| ------------ | ---- |
| albaner      | 1943 |
| serber       | 7    |
| bosnier      | 1    |
| odeklarerade | 10   |